# Eleanore Pettersen
Eleanore Kendall Pettersen (n. Passaic, Nueva Jersey, Estados Unidos; 1916 – f. Saddle River, Nueva Jersey, Estados Unidos; 15 de enero de 2003) fue una arquitecta estadounidense. Se destacó en Nueva Jersey, fue de las primeras mujeres que logró el título profesional en el estado.

## Primeros años
Pettersen viajó a Nueva York para estudiar en la Cooper Union for Advancement of Science and Art, universidad privada de la ciudad. En un principio tenía la idea de ser pintora, pero finalmente estudió arquitectura.
Se graduó en el año 1941, fue de las primeras mujeres oriundas de Nueva Jersey en lograr el título de arquitecta.
Desde 1941 a 1943 estudió en Taliesin West, con Frank Lloyd Wright, uno de los arquitectos más destacados del siglo XX .

## Trayectoria
Finalizada la experiencia con el arquitecto Wright, Pettersen trabajó para el Comité Nacional de Investigación de Defensa en Princeton durante la Segunda Guerra Mundial. Allí se dedicó al análisis de estructuras de edificios enemigos para los propósitos de bombardeo. Años más tarde, la arquitecta se trasladó a Nueva York, para diseñar locales comerciales y exposiciones de la Corporación Macy’s. Entre 1946 y 1950, Pettersen trabajó para la Agencia de Energía Eléctrica de la Autoridad del Valle del Tennessee, donde diseñó instalaciones de servicios y edificios para visitantes; y realizó también una experiencia de trabajo con el arquitecto Arthur Rigolo en Clifton. En 1950 obtuvo la licencia de ejercicio profesional en Nueva Jersey. Tiempo después dicho aval se extendió a los estados de Nueva York, Connecticut, Georgia, Maine, Massachusetts y Carolina del Norte.
En 1952 Eleanore Pettersen fue la primera mujer arquitecta norteamericana en abrir su propia oficina de arquitectura, Eleanore Pettersen, A.I.A..  Inauguró la misma con la renovación de un granero de 200 años de antigüedad en Saddle River, Nueva Jersey, donde asentó su casa y espacio de trabajo. La estructura organizativa en la oficina de Pettersen se destacaba por su particular mirada en relación con la generación de redes colaborativas de participación y trabajo en equipo; junto a los valores de responsabilidad compartida, equidad y oportunidad. Pettersen contrataba pasantes y aprendices, por lo general mujeres, preferentemente recientes egresadas de la escuela de arquitectura. Al poco tiempo de su contratación e iniciadas en el método de trabajo arquitectónico, las profesionales recibían la asignación de proyectos a su cargo; trabajaban en estrecha colaboración con los clientes y seguían el desarrollo de los proyectos desde la etapa de diseño hasta la fase constructiva y de obra. En 1970 la red se expandió y, en el marco de su oficina de arquitectura, Pettersen fundó Design Collaborative, un espacio de diseño colaborativo con el foco en el diseño de interiores, con el objetivo de profundizar en el proceso de diseño del espacio interior.
Si bien Eleanore Pettersen diseñó un gran número de proyectos comerciales e institucionales (entre ellos una iglesia, un convento, oficinas y un asilo para ancianos), la arquitectura residencial fue su especialidad. Uno de sus trabajos más destacados fue en 1971, cuando diseñó una casa de 15 habitaciones más piscina y cancha de tenis para el empresario John Alford. Dicha vivienda fue posteriormente adquirida por el presidente de Estados Unidos, Richard Nixon.
El artista de jazz George Benson fue otro de sus fieles clientes. En la década de los 80 y 90, la arquitecta Pettersen estuvo involucrada en el emprendimiento Bear’s Nest, en Nueva Jersey, donde se desarrollaron más de 200 unidades residenciales de lujo con detalles personalizados de diseño.
El trabajo de Pettersen era valorado por la incorporación de la naturaleza en sus diseños; por su esfuerzo en minimizar las barreras entre los bosques, arroyos o lagos circundantes a la arquitectura a través de la generación de vistas amplias y profundas entre los espacios, con límites vidriados y con especial prioridad a la orientación de las construcciones para captar la mayor y mejor luz solar. Los exteriores eran igualmente importantes y protagonistas en sus proyectos. Las viviendas de Pettersen se caracterizan por sutiles interrupciones entre la arquitectura y su entorno natural, con filtros espaciales materializados con techumbres bajas, galerías y pasarelas al aire libre y materiales naturales como piedra y madera que articulan estructura y naturaleza. La atención a los detalles constructivos era otra cualidad elogiada por colegas y propietarios de sus obras: picaportes, bisagras, azulejos y cielorrasos resueltos con patrones geométricos constituyen elementos singulares de diseño.
Regresó a la Cooper Union en 1976, para culminar una licenciatura en arquitectura.

## Compromiso con la inclusión de las mujeres en la arquitectura
Pettersen fue pionera en Nueva Jersey respecto a la inclusión de la mujer en la arquitectura. En 1957 fundó la organización de servicios para mujeres profesionales Club Altrusa, Delegación Bergen, y presidió la organización durante décadas en tres gestiones no consecutivas. Asimismo, fue miembro de numerosas juntas directivas y comités: en el Centro de Artes del Norte y el Ramapo College, ambos de Nueva Jersey; en la junta directiva del Mercer Community College; en la Asociación de Mujeres Jóvenes Cristianas (YWCA); y en varios comités del condado de Bergen, particularmente para el grupo de vivienda económica del condado.
En 1978 fue elegida por el gobernador como presidenta de la Comisión de Arquitectos de Nueva Jersey. En 1984, fue la primera mujer que ocupó la presidencia de la Sociedad de Arquitectos de Nueva Jersey. Al año siguiente, fue designada como presidenta del American Institute of Architects, en su estado natal y llegó a ser directora regional en 1986. En todos los casos fue la primera mujer en lograr estas posiciones. Parte de sus archivos se encuentran en el International Archive of Women in Architecture en Virginia Tech.

## Exposiciones
La arquitecta Pettersen participó en exposiciones de relevancia: Ageless Perceptions IV – Senior Women in Architecture en la Galería SOHO20 en la ciudad de Nueva York en 1991; Eleanore Pettersen, FAIA/Four Decades en el Centro de Artes del Norte de Nueva Jersey en New Milford el mismo año y Taliesin Legacy: The Independent Work of Frank Lloyd Wright Apprentices en la Galería Pratt Manhattan en Nueva York en 1992.

## Reconocimientos
- 1965: Professional Achievement Citation – Cooper Union[2] Fue la primera mujer en obtener el reconocimiento
- 1967: North Jersey Architectural Award –  Centro Cultural y Liga de Arquitectos del Norte de Nueva Jersey[2]
- 2010: Michael Graves Lifetime Achievement Award – American Institute of Architects New Jersey (póstumo)[5]